# Пентаплатинаэрбий
Пентаплатинаэрбий — бинарное неорганическое соединение
платины и эрбия
с формулой Pt5Er,
кристаллы.

## Получение
- Сплавление стехиометрических количеств чистых веществ:

{\displaystyle {\mathsf {5Pt+Er\ {\xrightarrow {1690^{o}C}}\ ErPt_{5}}}}

## Физические свойства
Пентаплатинаэрбий образует кристаллы
гексагональной сингонии,
пространственная группа P 6/mmm,
параметры ячейки a = 0,526 нм, c = 0,444 нм, Z = 1,
структура типа пентамедькальция CaCu5
.
Соединение образуется по перитектической реакции при температуре 1690 °C .